# Crassispira fuscescens
Crassispira fuscescens är en snäckart som först beskrevs av Reeve 1845.  Crassispira fuscescens ingår i släktet Crassispira och familjen Turridae. Inga underarter finns listade i Catalogue of Life.